# Tutenstein
Tutenstein è una serie animata prodotta da PorchLight Entertainment, Telegael e Discovery Kids. Negli Stati Uniti è stata trasmessa dal network Discovery Kids a partire da 1º novembre 2003, in Italia è stata trasmessa per la prima volta da Fox Kids dal 2 novembre 2004 e su Rai 2 dall'8 novembre 2004 fino al 20 gennaio 2008.
Nell'ottobre 2022 è annunciata la notizia di un reboot totale, con un restyling grafico completo.

## Trama
Migliaia di anni fa, la successione al trono dell'Antico Egitto ricadde sul giovane ed inesperto Faraone Tut-ankh-en-set-amun. Egli ebbe subito lo Scettro di Uas (o Was), simbolo dei faraoni oltre che magico, ma avendo solo 10 anni lo usò come un gioco, fin quando per errore un raggio non lo scaraventò giù in una rupe; venne mummificato con delle bende. Moltissimi anni dopo, ai tempi moderni, il suo sarcofago viene ritrovato e portato in un museo, esponendolo accanto allo Scettro di Uas.
Cleo, una ragazzina molto intelligente, inseguendo il suo gatto, si trova davanti al sarcofago; incuriosita dallo scettro, lo prende in mano per guardarlo, ma un fulmine lo colpisce e, deviato da esso, arriva fino al sarcofago, e facendo quindi risvegliare il Faraone Tut-ank-hen-set-amun, che in un primo momento appare cattivo e terribile, ma poi si scoprirà molto simpatico e pasticcione ed insieme a Cleo (che gli darà il soprannome Tutenstein) e Luxor, il gatto di Cleo, vivrà molte avventure all'interno del museo, a volte mettendosi nei guai con demoni e divinità, e inoltre i tre amici dovranno proteggere a tutti i costi lo Scettro di Uas dal malvagio dio del caos Seth, che vuole impossessarsene per dominare il mondo. I suoi malefici piani, però, verranno sempre sventati dal coraggioso Tutenstein.

## Personaggi

### Personaggi principali
- Tut-ankh-en-set-amun "Tutenstein" "Tut": giovane faraone testardo, è una mummia rivissuta. Viziato, prepotente e irascibile, andrà incontro sempre nuove avventure. Irresponsabile e burlone, comunque è anche molto gentile e simpatico. Essendo dell'Antico Egitto, non conosce la tecnologia e a volte crede che tutti gli abitanti della sua città siano i suoi servitori. Custodisce lo Scettro di Uas e spesso abusa del suo potere per divertirsi, rischiando molte volte di farlo cadere nelle mani del malvagio dio Seth.
- Cleopatra "Cleo" Carter: ragazza intelligente e affascinata dall'Antico Egitto, abita in una cittadina americana. Scopre il sarcofago di Tutankhensetamun e dà a quest'ultimo il soprannome Tutenstein (in seguito, per abbreviare anche questo nome, lo chiamerà "Tut"). Sa tantissime cose sugli dei egizi e sui miti che li rappresentano. Brava a giocare con lo skateboard, è la padrona di Luxor.
- Luxor: il gatto di Cleo scelto dagli dei per vegliare sul faraone, per questo riceve il dono della parola.
- Walter Jacobs: custode del museo, ogni giorno ascolta la radio e cerca sul giornale altre possibilità di lavoro, perché il suo principale lo spaventa troppo, è infatti il personaggio più fifone della serie. Soffre di claustrofobia.
- Professor Horace Behdety: archeologo, dirige il museo insieme alla dottoressa Roxanne, è venale, irascibile e sbruffone. Soffre di claustrofobia come Walter.
- Dott.ssa Roxanne Vanderwheele: archeologa, dirige il museo insieme al professor Horace, è intelligente e severa, e spesso Walter e Horace le fanno alzare gli occhi al cielo per tutti i guai che combinano.
- Iris Carter: la madre di Cleo, è dolce e premurosa. Non sa nulla del segreto di Tutenstein.

### Gli dei egizi
- Seth: antagonista principale della serie, il dio egizio del caos, nemico indiscusso di Tutenstein, vuole impossessarsi dello Scettro di Uas che il giovane custodisce per dominare il mondo. Dio malvagio e spietato, i suoi seguaci sono i demoni del sotterraneo, è il fratello di Osiride e lo zio di Horo.
- I demoni del mondo sotterraneo: i seguaci di Seth, vengono spesso mandati da quest'ultimo per attaccare Tutenstein e sottrargli lo Scettro di Uas.
- Osiride: il dio egizio del regno dei morti, fratello di Seth, veglia su Tutenstein ed è in guerra con Seth.
- Ra: il dio egizio del Sole, è in continua guerra con Apep, il serpente del caos, e lo combatte sempre per far risorgere il Sole. In guerra anche con Seth, veglia su Tutenstein ed è il padre di tutti gli dei.
- Horo (o Horus): il dio egizio figlio di Osiride e di Iside, nipote di Seth, con cui ha combattuto nella mitologia e dove è sempre in guerra. Veglia su Tutenstein e in un episodio, su sua richiesta, lo fa diventare un dio egizio.
- Anubis: il dio dei morti, dell'imbalsamazione, della mummificazione, delle tombe, nonché il guardiano dei morti e un personaggio ricorrente della serie. È figlio di Set, nipote di Osiride e Iside, nonché cugino di Horus.
- Toth: il dio della saggezza, della conoscenza, del giudizio, della resa dei conti, dell'apprendimento e della scrittura, nonché dell'arte. È stato salutato come l'inventore della scrittura e il creatore delle lingue. È anche lo scriba, l'interprete e il consigliere degli dei, inoltre il rappresentante del dio del sole, Ra. È un personaggio ricorrente nella serie.
- Maat: la dea dei concetti di verità, legge, giustizia, ordine, equilibrio e armonia, Maat è la proprietaria della spaventata Piuma della Verità, nonché la moglie di Thoth. È un personaggio che appare occasionalmente nella serie.
- Hator: la dea egizia dell'amore e della bellezza, capace di trasformarsi in altre divinità. È un personaggio che appare occasionalmente nella serie.
- Iside: dea della maternità, dell'amore, della magia, della famiglia e della vita e protettrice dei bambini, madre di Horus , sorella e moglie di Osiride e sorella di Set .
- Bastet: dea egizia dei gatti, delle case, della domesticità, dei segreti delle donne e della fertilità. Appare quando ritiene che Luxor venga schiavizzato da Tut. È una figlia di Ra, moglie di Ptah e madre di Maahes.

## Doppiaggio
| Personaggio   | Doppiatore originale                                                                  | Doppiatore italiano |
| ------------- | ------------------------------------------------------------------------------------- | ------------------- |
| Tutenstein    | Jeannie Elias (1ª stagione) Maryke Hendrikse (2ª stagione) Donna Cherry (3ª stagione) | Monica Ward         |
| Cleo Carter   | Crystal Scales                                                                        | Francesca Guadagno  |
| Prof. Bedhety | Lex Lang                                                                              | Marco Mete          |
| Luxor         | David Lodge                                                                           | Oreste Baldini      |
| Jacobs        | Joey Simmrin                                                                          | Corrado Conforti    |
| Seth          | David Lodge                                                                           | Mauro Bosco         |

## Episodi

### Stagione 1: 2003–2004
- 01. Il risveglio: Un fulmine colpisce il sarcofago della mummia del faraone Tut-ankh-en-set-amun, conservata nel museo, e lo riporta in vita nel 21º secolo, dove incontra i suoi amici Cleo, una ragazzina di 12 anni, e il suo gatto domestico Luxor e fatica ad adattarsi allo strano mondo moderno.
- 02. La maledizione del Faraone: Quando il misterioso straniero El Zabkar vede accidentalmente Tut al museo, libera la dea Ammut dagli inferi per distruggere la mummia vivente. Tocca a Tut, Cleo e Luxor capire come liberarsene.
- 03. La rivolta dei servi: Cleo chiede a Tut di aiutarlo a pulire il museo, ma lui decide di far rivivere i suoi shabti (statuine di legno di servitori di tombe) per fare il lavoro al posto suo. Quando gli shabti vanno fuori controllo, Tut deve fermarli prima che qualcuno si accorga che la magia è in agguato.
- 04. A modo mio: Frustrato dalle complicazioni della vita moderna, Tut evoca l'uccello Bennu per rendere il mondo come era nell'antico Egitto. Ma governare il mondo antico è più difficile di quanto Tut ricordi, e deve decidere cosa è meglio per il suo popolo prima che l'incantesimo diventi irreversibile.
- 05. Il più potente: Quando gli ignari sudditi di Tut non riescono a costruirgli una piramide su richiesta, le sue lamentele evocano accidentalmente la dea dell'amore Hathor che si trasforma nella dea leonessa Sekhmet e inizia una furia vendicativa contro l'umanità. Tocca a Tut, Cleo e Luxor fermarla.
- 06. La lunga notte di Tut: Tut si diverte così tanto a guardare film a casa di Cleo che vorrebbe che non finissero mai. Invoca il dio del sole Ra per ritardare l'alba così da poter restare sveglio più a lungo. Ma il desiderio di Tut ferma il tempo e mette Ra in pericolo, quindi Tut deve aiutare Ra e salvare la situazione.
- 07. Il re di Memphis: Tut è furioso perché il parco divertimenti Kingland è dedicato a un re diverso da lui. Scambiando i clienti in costume del parco per multipli del re "impostore", Tut mette a repentaglio la sua vita separando le due parti della sua anima (Ba e Ka) per competere con il suo rivale.
- 08. Il Faraone innamorato: Tut si innamora della migliore amica di Cleo, Natasha, e invoca Bes, l'antico dio egiziano protettore dei bambini, per farsi aiutare a conquistare il suo cuore. Ma i risultati dell'incantesimo non sono quelli che Tut si aspettava, e deve decidere se Natasha è il suo vero amore o solo uno zombie dell'amore.
- 09. A un passo della morte: Poiché Tut non è abituato ai progressi della medicina moderna, teme per la vita di Cleo quando questa si ammala di raffreddore. Tut cerca di far sentire meglio Cleo, ma le cose sfuggono di mano quando il suo medico Imhotep cerca di mummificarla.
- 10. Fantasmi alla prova: Tut è di nuovo alle prese con i suoi vecchi trucchi, ma questa volta viene beccato a barare mentre gioca a Senet con la dea Iside. Furiosa per il comportamento di Tut, lei evoca il fantasma di Nebkar, un vecchio amico d'infanzia di Tut.
- 11. Guardie e ladri: Quando scatta il sistema di allarme nella nuova mostra di Geb, Tut viene svegliato dal suo sonno. Furioso che qualcuno possa permettere un tale rumore nel suo sonno regale, Tut decide di disattivare l'allarme solo per consentire a due ladri di rubare la Corona di Geb.
- 12. Compagno di stanza: Tut ha difficoltà a trovare pace e tranquillità al museo, così decide di trasferirsi da Cleo proprio mentre viene a trovarla suo nonno.
- 13. Festa a sorpresa: Tut si sente poco apprezzato quando Cleo e Luxor organizzano per lui una festa per il Giorno dell'Incoronazione che non soddisfa le sue aspettative. Mentre Tut è preoccupato per i suoi bisogni, i demoni degli inferi si preparano a rubare lo Scettore di Was.

### Stagione 2: 2004–2005
- 14. Amici: Tut incontra Buzz e Shakey, due giovani delinquenti adolescenti, e ignora l'avvertimento di Cleo e Luxor su di loro. Invece, Tut crea problemi che alla fine lo condurranno alla Sala della verità negli inferi, dove gli dei Anubi e Thot decideranno il destino di Tut.
- 15. Un mammuth della Siberia: Tut diventa geloso quando Cleo inizia a passare il suo tempo alla nuova mostra sui mammut. Dopo che Tut manda il mammut negli inferi per riconquistare l'attenzione di Cleo, si rende conto di quanto le abbia fatto male.
- 16. Il divoratore di ombre: Mentre gioca con delle antiche pergamene magiche, Tut spera Cleo, Luxor e se stesso dalle loro ombre, cosa che attira un antico demone che mangia le ombre.
- 17. Tut, fa da baby sitter: Tut convince Cleo che è pieno di responsabilità e che è più che in grado di badare al suo cuginetto Thomas per un giorno, finché Tut non lo perderà negli inferi.
- 18. Luxor si dimette: Luxor si sente insignificante quando Tut assume Hedgewere, un servitore babbuino evocato per aiutarlo. Dopo essersi sentito inutile per il faraone, Luxor fa i bagagli e se ne va dopo che Tut e Hedgewere si imbattono in uno scorpione gigante.
- 19. Tut il supremo: Quando Tutenstein decide che la sua vita ultraterrena come faraone non potrebbe peggiorare, lo fa quando Cleo gli rifiuta il gelato alla crema. Non essendo in grado di gestire il rifiuto dei suoi capricci, Tut convince il dio Horus a trasformarlo in un dio.
- 20. Una dura prova per Tut: Tut decide che lo skateboard è più importante del completamento dell'Antica Festa di Sed. Se Cleo non trova Tut in tempo e non lo convince ad andare alla festa, potrebbe perdere tutto il suo potere.
- 21. Il caro vecchio: Tut odia essere giovane, così quando rompe l'ankh, il giorno dopo si trasforma in un adolescente, e il giorno dopo ancora in un vecchio.
- 22. Un amico fedele: Luxor si sente sopraffatto dal fatto di dividere il suo tempo con Cleo e finire tutte le faccende di Tut. Tut cerca di risolvere il problema lanciando un "incantesimo perfetto", ma scambia accidentalmente i corpi di Cleo e Luxor.
- 23. Il Faraone spendaccione: Bedhety viene incolpato quando Tut alza il riscaldamento e le bollette nel museo. Dopo essere stato incastrato da un truffatore, Bedhety viene mandato in prigione. Tut, Cleo e Luxor devono provare l'innocenza di Bedhety prima che il museo chiuda.
- 24. Regina per un giorno: Cleo e Luxor si rendono conto che Tut è stato rapito quando trovano solo il suo Scettro di Was rimasto indietro. Nel frattempo, Cleo deve imparare a usare lo Scettro e trasportare lei e Luxor negli inferi per salvare Tut da Seth.
- 25. Un genio insospettato: Tut si sente in colpa per aver quasi fatto licenziare Walter da Bedhety. Per rimediare, Tut usa la pergamena magica di Thoth e fornisce informazioni a Walter. Sfortunatamente, Thoth non è contento che siano state usate le pergamene segrete.
- 26. Halloween: Tut viene a sapere di Halloween e decide di andare a fare "dolcetto o scherzetto". Ma quando Cleo spiega che lei e le sue amiche andranno in una casa infestata, Tut cerca di impressionare tutti evocando un vero fantasma.

### Stagione 3: 2006–2007
- 27. Il ritorno del Faraone
- 28. La dura verità
- 29. Tut e il dono dell'ubiquità
- 30. Rest in Pieces
- 31. Il grande difensore
- 32. La divina creatura
- 33. Senza paura
- 34. Tutta colpa dell'insonnia
- 35. Un party esclusivo
- 36. Un dubbio faraonico
- 37. Un problema per Tut
- 38. Un'amicizia di ferro
- 39. Viaggio nel passato